# New Haven Open at Yale 2013
New Haven Open at Yale 2013, celým názvem s uvedením sponzora New Haven Open at Yale presented by First Niagara 2013, byl profesionální tenisový turnaj pořádaný jako součást ženského okruhu WTA Tour, který se odehrával na otevřených dvorcích s tvrdým povrchem v areálu Cullman-Heyman Tennis Center. Konal se mezi 16. až 24. srpnem 2013 v americkém New Havenu, ležícím v Connecticutu, jako 45. ročník turnaje.
Jednalo se o poslední pátý díl ženské části US Open Series 2013, jakožto závěrečná příprava před newyorským grandslamem US Open 2013. Turnaj s rozpočtem 750 000 dolarů patřil do kategorie WTA Premier Tournaments.
Nejvýše nasazenou hráčkou ve dvouhře se stala světová pětka Sara Erraniová z Itálie, která ve druhém kole podlehla Rusce Jekatěrině Makarovové.

## Ženská dvouhra

### Nasazení
| Stát          | Hráčka              | WTA1) | Nasazení |
| ------------- | ------------------- | ----- | -------- |
| Itálie        | Sara Erraniová      | 6.    | 1.       |
| Německo       | Angelique Kerberová | 8.    | 2.       |
| Česko         | Petra Kvitová       | 9.    | 3.       |
| Dánsko        | Caroline Wozniacká  | 10.   | 4.       |
| Itálie        | Roberta Vinciová    | 12.   | 5.       |
| Spojené státy | Sloane Stephensová  | 17.   | 6.       |
| Německo       | Sabine Lisická      | 18.   | 7.       |
| Slovensko     | Dominika Cibulková  | 19.   | 8.       |

- 1) Žebříček WTA k 12. srpnu 2013.

### Jiné formy účasti
Následující hráčky obdržely divokou kartu do hlavní soutěže:
- Julia Görgesová
- Daniela Hantuchová
- Sloane Stephensová

Následující hráčky si zajistily postup do hlavní soutěže v kvalifikaci:
- Karin Knappová
- Ajumi Moritová
- Mónica Puigová
- Alison Riskeová
- Anna Karolína Schmiedlová
- Stefanie Vögeleová
  -  Elina Svitolinová – jako šťastná poražená
  -  Annika Becková – jako šťastná poražená

### Odstoupení
před zahájením turnaje
- Marion Bartoliová (konec kariéry)
- Magdaléna Rybáriková (poranění bederní páteře)
- Urszula Radwańská (viróza)

### Skrečování
- Sorana Cîrsteaová
- Ajumi Moritová
- Pcheng Šuaj

## Ženská čtyřhra

### Nasazení
| Stát          | Hráčka                     | Stát      | Hráčka                       | WTA1) | Nasazení |
| ------------- | -------------------------- | --------- | ---------------------------- | ----- | -------- |
| Tchaj-wan     | Sie Šu-wej                 | Čína      | Pcheng Šuaj                  | 19.   | 1.       |
| Španělsko     | Anabel Medina Garriguesová | Slovinsko | Katarina Srebotniková        | 31.   | 2.       |
| Itálie        | Sania Mirzaová             | Čína      | Čeng Ťie                     | 39.   | 3.       |
| Spojené státy | Liezel Huberová            | Španělsko | Nuria Llagosteraová Vivesová | 39.   | 4.       |

- 1) Žebříček WTA k 12. srpnu 2013; číslo je součtem umístění obou členek páru.

### Jiné formy účasti
Následující páry obdržely divokou kartu do hlavní soutěže:
- Daniela Hantuchová /  Martina Hingisová

## Přehled finále

### Ženská dvouhra
- Simona Halepová vs.  Petra Kvitová, 6–2, 6–2

### Ženská čtyřhra
- Sania Mirzaová /  Čeng Ťie vs.  Anabel Medinaová Garriguesová /  Katarina Srebotniková, 6–3, 6–4